# Cermaagijn Czindzorig
Cermaagijn Czindzorig (mong. Цэрмаагийн Чинзориг; ur. 1996) – mongolski zapaśnik walczący w stylu wolnym. 
Zajął ósme miejsce na mistrzostwach Azji w 2018. Brązowy medalista MŚ wojskowych w 2023, a także mistrzostw Azji U-23 w 2019 roku.